# Dehtáře

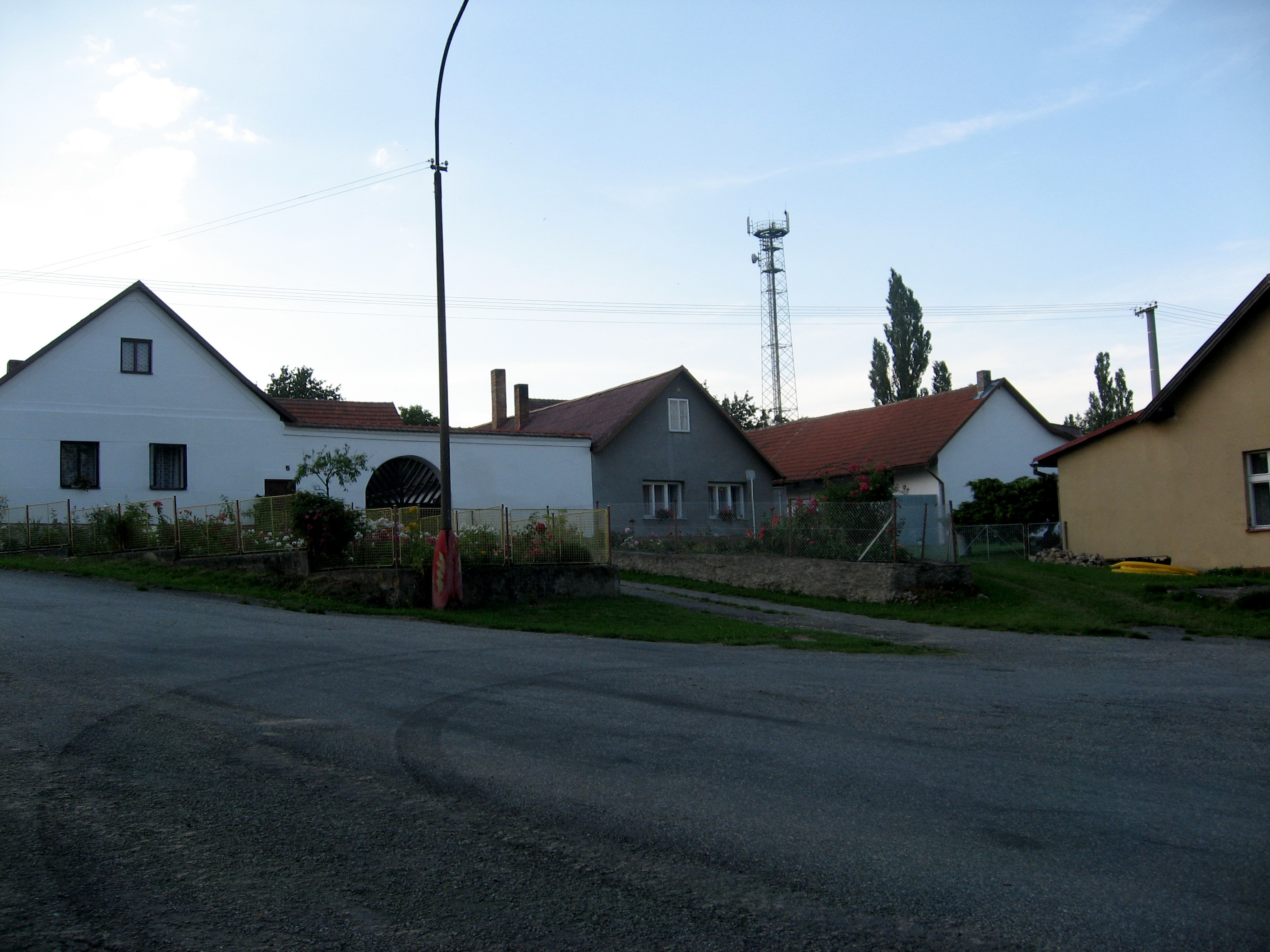
Dehtáře

Dehtáře (deutsch Dechtar) ist eine Gemeinde in Tschechien. Sie liegt sieben Kilometer nordöstlich von Pelhřimov und gehört zum Okres Pelhřimov.

## Geographie
Dehtáře befindet sich rechtsseitig der Hejlovka auf einem Höhenrücken über dem Tal des Onšovický potok in der Böhmisch-Mährischen Höhe. Südlich verläuft die Trasse der Staatsstraße 34 / E 551 zwischen Pelhřimov und Humpolec, dahinter erheben sich der Vršek (607 m) und der Hůrka (581 m).
Nachbarorte sind Vadčice und Milotice im Norden, Kletečná im Nordosten, Onšovice im Osten, Útěchovičky im Südosten, Chvojnov im Süden, Kojčice im Südwesten sowie Svépravice im Westen.

## Geschichte
Die erste urkundliche Erwähnung des zur bischöflichen Herrschaft Řečice gehörenden Dorfes Dechtář stammt aus dem Jahre 1379.
Nach der Aufhebung der Patrimonialherrschaften entstand 1850 die Gemeinde Dechtář, deren Name ab 1900 in Dechtáře und 1921 schließlich in Dehtáře geändert wurde. Am 1. April 1976 wurde Dehtáře einschließlich seiner Ortsteile Milotice, Onšovice und Vadčice Velký Rybník zugeschlagen und mit diesem am 1. Juli 1980 nach Pelhřimov eingemeindet. Seit dem 24. November 1990 besteht die Gemeinde Dehtáře wieder.

## Gemeindegliederung
Die Gemeinde Dehtáře besteht aus den Ortsteilen Dehtáře (Dechtar), Milotice (Milotitz), Onšovice (Wonschowitz) und Vadčice (Watschitz), die zugleich auch Katastralbezirke bilden.

## Sehenswürdigkeiten
- Kapelle in Dehtáře
- Kapelle in Onšovice
- Kapelle in Milotice